# Sainte-Félicité (L'Islet)
Pour les articles homonymes, voir Sainte-Félicité.
Sainte-Félicité est une municipalité québécoise située dans la municipalité régionale de comté de L'Islet, de la région administrative de Chaudière-Appalaches.

## Description
C'est un village des montagnes appalachiennes, au cœur des monts Notre-Dame, près de la frontière américaine.
Il se trouve au sud de L'Islet et de Saint-Jean-Port-Joli, à mi-chemin entre les villages de Saint-Marcel et de Sainte-Perpétue ainsi qu'au nord du village de Saint-Adalbert et de la ville de Saint-Pamphile.
Le territoire de la municipalité est érigé à l'intérieur d'une série de vallées formées à l'ère glaciaire et par lesquelles plusieurs 
rivières affluent vers le fleuve Saint-Jean dans l’État américain du Maine. Les plus importantes d’entre elles se nomment la rivière Grand-Calder, la Grande Rivière noire, la rivière de la Savane, la rivière à la Truite, la rivière Gobey ainsi que le Ruisseau-Froid qui alimente le lac du Curé au centre du village. Dans la partie ouest de la municipalité, entre la rivière Grand-Calder et la route de l'Équerre, on retrouve la vallée du Cona-Brook, avec un marécage d'un kilomètre de long. Nommé par la communauté « La Savane », ce milieu humide héberge une multitude d'espèces, dont le grand héron et le martin-pêcheur.
La présence de ces nombreux cours d'eau favorise durant la saison permise la pratique de la pêche, dont la principale espèce convoitée et répandue est la truite mouchetée. Outre la pêche, les habitants pratiquent durant l'automne et le début de l'hiver la chasse de divers gibiers, dont les principaux sont l'orignal, le cerf de virginie, la gélinotte huppée, le lièvre d’Amérique et l'ours noir. Durant la période hivernale, on peut retrouver encore chez certains Félicitois, la coutume de la trappe, dont la plupart des fourrures amassées proviennent d'une diversité d'animaux tel que le coyote, la martre d'Amérique, le castor, la loutre de rivière, le pékan, la belette, le vison ou encore le lynx.
Ce royaume de la chasse et de la pêche provient en grande partie du climat et de la richesse écologique de la forêt mixte, où se déploient une variété d'épinettes, le sapin baumier, le cèdre blanc et une variété de feuillus tel que le tremble, le bouleau (blanc et jaune) ainsi que l’érable. Le sol forestier riche en minéraux permet durant la saison estivale la cueillette de produits forestiers non ligneux. Durant l’été, il est possible de cueillir de petits fruits sauvages tels que la fraise, la framboise et le bleuet, principalement aux mois de juillet et août. La présence d'innombrables érablières permet de perpétuer au printemps la tradition de la cabane à sucre par laquelle plusieurs acériculteurs effectuent la production du sirop d’érable, tant au plan traditionnel, qu'industriel et ce depuis plusieurs générations.

## Histoire

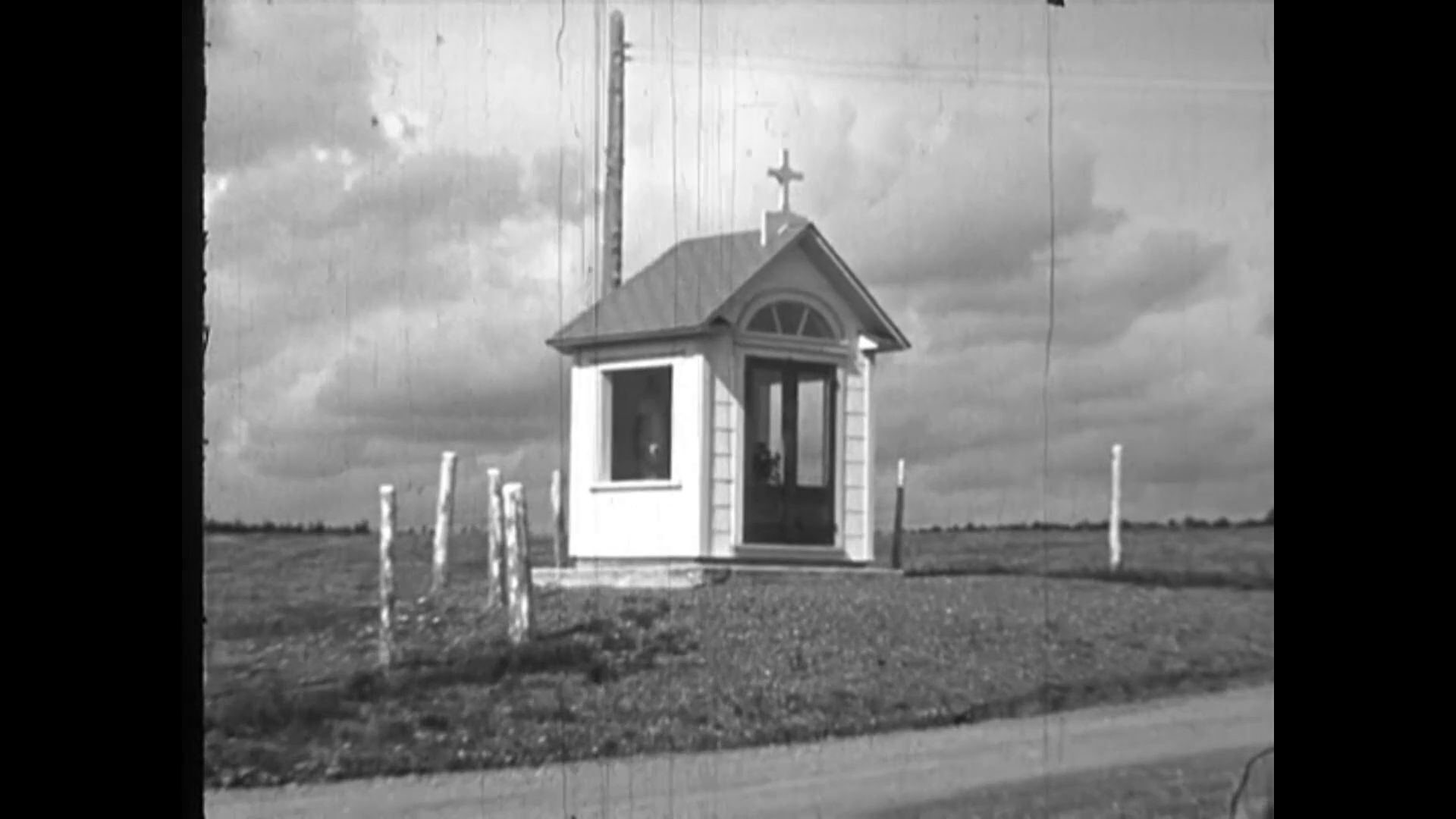
Le Sacrée-Cœur au Rang Taché Ouest. Il symbolise l'emplacement initial de l'église et du village de Sainte-Félicité de L'Islet. Image 16mm tournée en 1950 par le cinéaste L'abbé Maurice Proulx et tirée du film Mémoire Boréale de Samuel St-Pierre.

La municipalité elle-même a vu le jour récemment, créée en 1950 à partir du territoire de la paroisse du même nom, érigée en 1945 par le curé Charles Dumais. Son nom lui a été donné à cause de sa proximité avec Sainte-Perpétue. En effet, Perpétue, une dame noble, fut martyrisée avec Félicité, une esclave chrétienne, sous les ordres de l'Empereur romain Septime Sévère à Carthage en l'an 203 de notre ère. L'écrivain de l'époque, Tertullien, aurait d'ailleurs écrit jadis les Actes de Perpétue et Félicité.

### Chronologie
- 1862 : Premiers défrichements au rang Taché ouest par Clément Bois et son fils. Antérieur à la fondation des premières paroisses de L'Islet-sud, l'établissement de cette famille sur la colline qui prendra alors le nom de Côte-des-Bois, marque le début de la colonisation dans l'ensemble des Hauts-pays de la Région L'Islet.
- 28 janvier 1863 : Première concession d'une terre forestière (les lots 24 du rang A, canton Garneau) à Clément Bois (père).
- Au cours de la décennie suivante, les premiers colons sont rejoint par d'autres pionniers nommés Clément Gagnon, François et Cyprien Pelletier ainsi que Germain Thibault. L'arrivée de ces nouveaux défricheurs, place le rang Taché ouest comme un berceau important pour le peuplement des Appalaches.
- 1934 : Première initiative de création d'une nouvelle paroisse par les gens du rang Taché ouest.
- 29 septembre 1945 : Fondation de la paroisse de Sainte-Félicité de L’Islet.
- 1er janvier 1950 : Érection de la municipalité de Sainte-Félicité de L'Islet.

### Les autochtones
Bien qu'il n'y ait jamais eu de recherches archéologiques pour le valider, tout porte à croire que le territoire avait déjà été exploré jadis par les autochtones qui suivaient le déplacement du gibier. Certains récits tirés de bûcherons au début du XXe siècle, racontent l'apparition de quelques familles amérindiennes le long des berges de rivières situées dans les environs de Saint-Pamphile. Ces mêmes récits, dont le plus récent remonte à 1926, racontent par ailleurs, que ces familles étaient pour la plupart nomades et se déplaçaient par l'entremise de canots fabriqués à partir d’écorce de bouleau. Les membres de ces familles parlaient par ailleurs entre eux une langue autochtone. Vu la proximité de ce territoire avec le Kamouraska et le Témiscouata, ces familles nomades et la langue entendue par les bûcherons devaient être issues de la nation amérindienne des Wolastoqey, également appelé Malécites. Le territoire de cette nation s’étendait jadis sur une partie du Bas-Saint-Laurent et de la vallée du fleuve Saint-Jean, qui est à cheval maintenant entre l’État américain du Maine et la province canadienne du Nouveau-Brunswick. De nos jours, il reste moins de 800 Wolastoqey au Québec, cependant il est intéressant de constater que certaines familles de Sainte-Félicité de L'Islet ont dans leurs arbres généalogiques des racines autochtones, résultat d'un métissage des colons canadien-français avec des nations amérindiennes et dans ce cas-ci, avec probablement la nation Wolastoqey.

### Début du peuplement
Le peuplement véritable de cette vallée appalachienne ne commença qu'aux alentours de 1860 alors que les premières familles à s'y installer furent les Bois et les Gagnon dans le rang Taché Ouest. Ces familles étaient originaires de Saint-Jean-Port-Joli et de ses environs, fondé à l'époque de la Nouvelle-France et surnommé « Les Bas » dans le langage populaire des Félicitois. Les premiers colons quittèrent leurs terres familiales pour les montagnes car l'agriculture dans leurs régions natales devenait de plus en plus difficile vu le manque d'espace disponible pour les nouvelles familles. Cependant, la terre appalachienne n'étant pas une terre propice à l'agriculture, cette dernière demeura essentiellement liée à la survivance. Avec l'ouverture de la route Elgin (aujourd'hui la route 204) qui joint Saint-Jean-Port-Joli à la frontière américaine, un flot d'immigration s'empara des lots bordant le chemin Taché. De nombreuses familles vinrent rejoindre les quelques colons installés dans leurs habitations de fortune, ainsi la véritable naissance de Sainte-Félicité de L'Islet mais aussi des Hauts-pays de la Région L'Islet, venait d'avoir lieu.

### Fondation de la paroisse

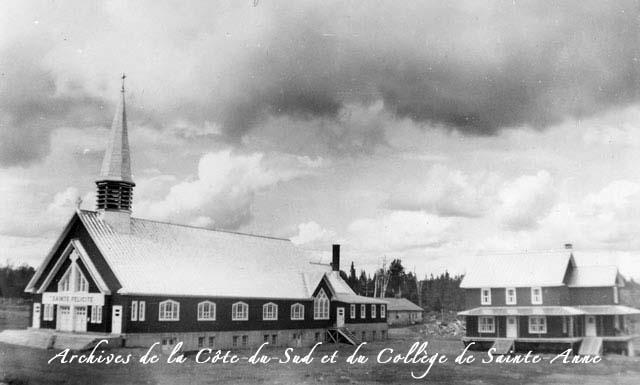
L'ancienne église et le presbytère en 1948.

Au début du XXe siècle, le nombre d'habitants ne cesse de grimper, si bien que l'on crée le rang Saint-Isidore au sud du chemin Taché. À cette époque, à la suite de la création des paroisses de Sainte-Perpétue et de Saint-Pamphile, les habitants de ces rangs qui forment alors le canton Garneau, sont sous la juridiction de ces deux paroisses. Au début des années 1930, les habitants du chemin Taché se regroupent pour demander la création d'une paroisse qui lierait les rangs Taché et Isidore. Le premier instigateur de ce projet, fut Alfred Gagnon, qui cède volontairement une partie de ses champs pour ériger la nouvelle église. Les gens du chemin Taché prennent l’initiative, en creusant les fondations et en coupant le bois nécessaire à la construction de leur future église. Cependant le choix de l'emplacement du futur village ne fait pas l'unanimité au sein des habitants du canton Garneau. Certains colons du rang Saint-Isidore font pression auprès du cardinal Jean-Marie-Rodrigue Villeneuve de Québec, pour que celui-ci revienne sur sa décision et octroie l'emplacement du futur village sur le rang Saint-Isidore. Ce dernier cède à leur demande et ordonne l'emplacement de la future église à sa place actuelle. Devant cette décision, un habitant du rang Taché ouest cesse ses pratiques envers la religion catholique et se tourne vers le protestantisme.

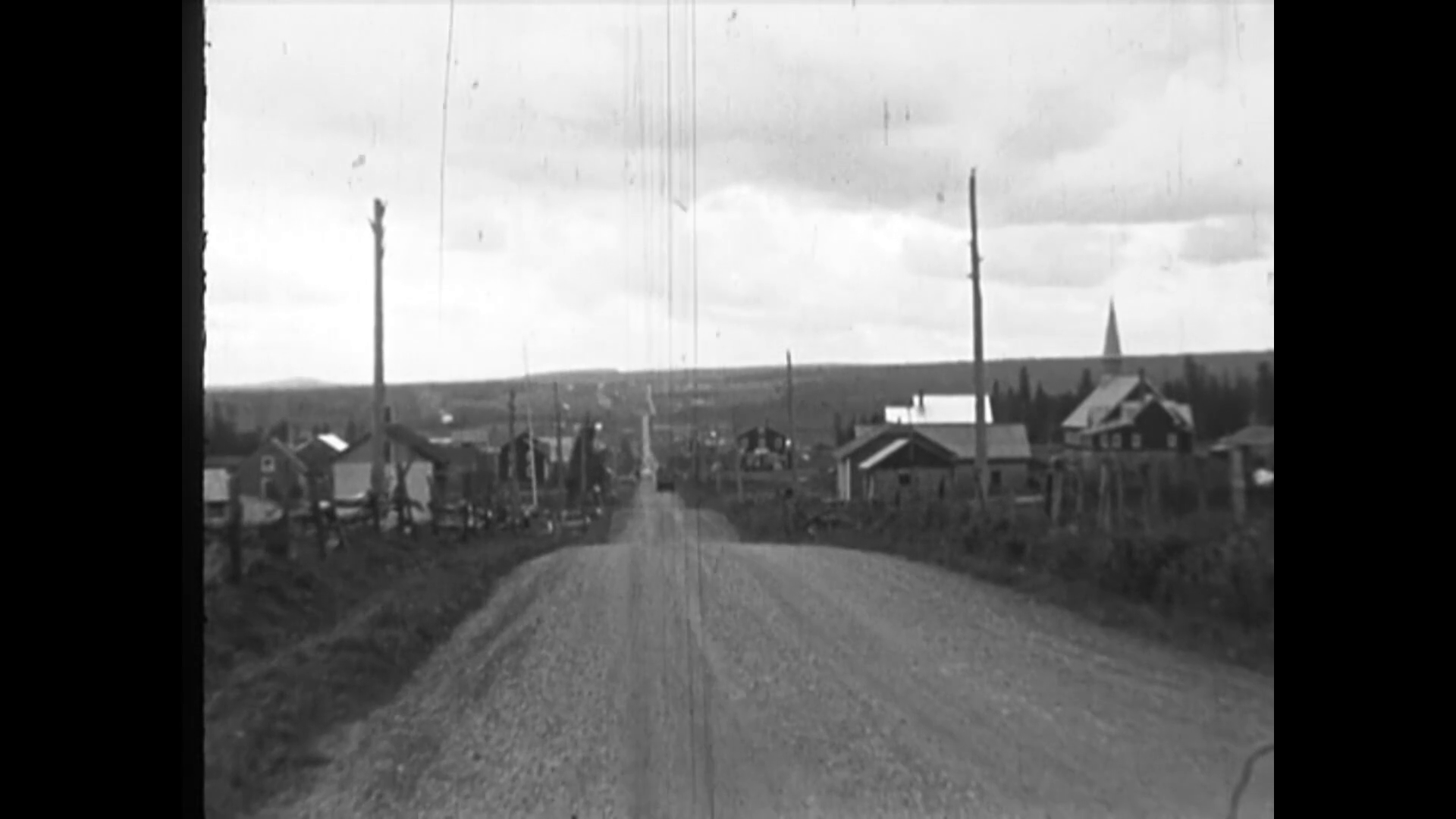
Sainte-Félicité de L'Islet à sa fondation. Image 16mm tournée en 1945 par le cinéaste L'abbé Maurice Proulx et tirée du film Mémoire Boréale de Samuel St-Pierre.

En 1945, la construction de l'église, et du presbytère de Sainte-Félicité de L'Islet, est entreprise. Le curé Charles Dumais se retrouve alors devant une paroisse divisée entre deux camps et deux rangs, à la suite de la décision du cardinal de Québec. Pendant ce temps plus au sud, dans l'ancien canton Casgrain, le rang Saint-Camille vient d'être ouvert à la colonisation et plusieurs colons, principalement issus de la famille Bélanger et originaire de Saint-Pamphile, viennent s'y installer. En juillet 1949, dans des conditions nébuleuses, l'église est détruite par les flammes, ce qui laisse la porte grande ouverte aux légendes. La reconstruction de la nouvelle église et la création de la municipalité en 1950 apaisent alors les conflits internes et unirent les habitants sous une même entité. Durant cette même décennie, aux alentours de 1955, l'électrification de la paroisse est réalisée sous l'égide du gouvernement de Maurice Duplessis, par l'entremise de sa politique de développement de la ruralité. L'électrification s'effectue dans la même période que celle des régions du Bas-Saint-Laurent et de la Gaspésie, lors du développement des lignes de transports électrique entre Lévis et le nord-est de la rive-sud du Fleuve Saint-Laurent.

### Les années 1960 et 1970
Au tournant des années 1960, alors que souffle un vent de révolution sur le Québec, le téléphone et la télévision font leur apparition, on ferme les écoles de rang pour construire une école centrale au centre du village. Celle-ci est elle aussi incendiée en 1976 et reconstruite la même année. Durant cette même année ont lieu les premières Fêtes du Patrimoine qui deviendront le Festival Fleurdelisé en 1990.
Durant les années 1970, la municipalité investit graduellement dans un comité des loisirs visant à développer la vie culturelle du village : on construit un terrain de baseball, et on développe un service de patinoire durant l'hiver, ce qui amène à la création de ligues de hockey et de ballon-balai. Au fil des ans, le comité des loisirs crée un service de terrain de jeu durant la saison estivale, soutient la création d'un regroupement scout, l'organisation de galas musicaux nommés « Les jeunes Noël » ainsi que la création d'une troupe de théâtre amateur qui se produit dans la salle paroissiale, située au sous-sol de l'église. Par ailleurs, on fonde une troupe de gigue et de danse traditionnelle québécoise nommée « Le P'tit Canot » en l'honneur du monument sur la Côte des Bois. Outre les Fêtes du Patrimoine, cette troupe se produit dans divers événements des régions de Chaudière-Appalaches et du Bas-Saint-Laurent. De nos jours, avec le vieillissement graduel de la population et le manque de relève, le comité des loisirs disparaît, emportant avec lui la plupart de ces organismes. Il ne reste aujourd'hui que le terrain de jeu et la patinoire hivernale comme vestige de cette époque et qui relève à présent directement de la municipalité elle-même.

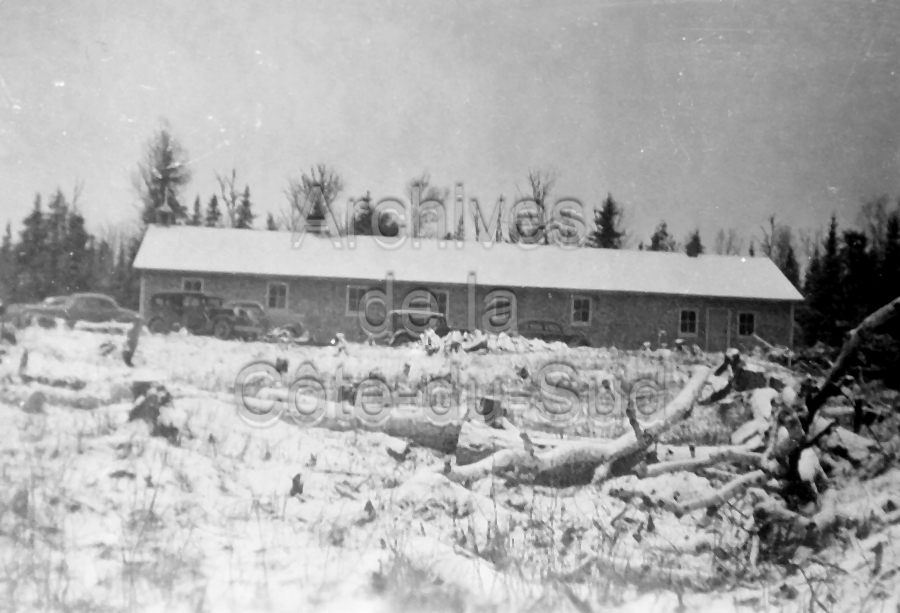
Souvenir de la première messe et inauguration de la chapelle temporaire de Sainte-Félicité de L'Islet, le 19 novembre 1941. Archive photographique de la Société historique de la Côte-du-Sud.

### Les années 1980
Vers la fin des années 1970, mais plus particulièrement au cours de la décennie 1980, les services publics se multiplient, les marchés-généraux deviennent un dépanneur et une petite épicerie, une quincaillerie, un salon de coiffure, un service de transport lié à l'industrie forestière, une petite usine de transformation d'huile de sapin, un restaurant, un garage et une PME d'empaquetage de copeaux de bois firent leur apparition. La municipalité crée son service d'incendie, composé de pompiers volontaires et fait construire par la même occasion une caserne aux abords du Ruisseau-Froid, dans le centre du village. Deux événements marquent l'histoire du village. Le premier est la production d'une pièce de théâtre, en 1980, retraçant la Passion du Christ, cet événement qui a marqué l'imaginaire des Félicitois est considéré encore aujourd'hui, comme l'une des plus grandes pièces de théâtre jamais montée à l'intérieur de l'église. Le second est une catastrophe naturelle en 1983. Une tempête estivale s'est formée au-dessus du territoire, provoquant un déluge qui a détruit les ponts enjambant le Ruisseau-Froid et qui a gravement affecté le Lac du Curé.

### Les années 1990
Au tournant de la décennie des années 1990, les Fêtes du Patrimoine, venant tout juste de se rebaptiser le Festival Fleurdelisé, consacrent, avec la venue du groupe de musique traditionnelle La Bottine Souriante en 1991, ce qui va être le plus grand spectacle présenté dans le cadre de la Fête nationale du Québec, dans l'histoire de la municipalité. La même année, se crée une équipe de baseball qui porte les couleurs du Festival Fleurdelisé dans divers tournois organisés dans la région.

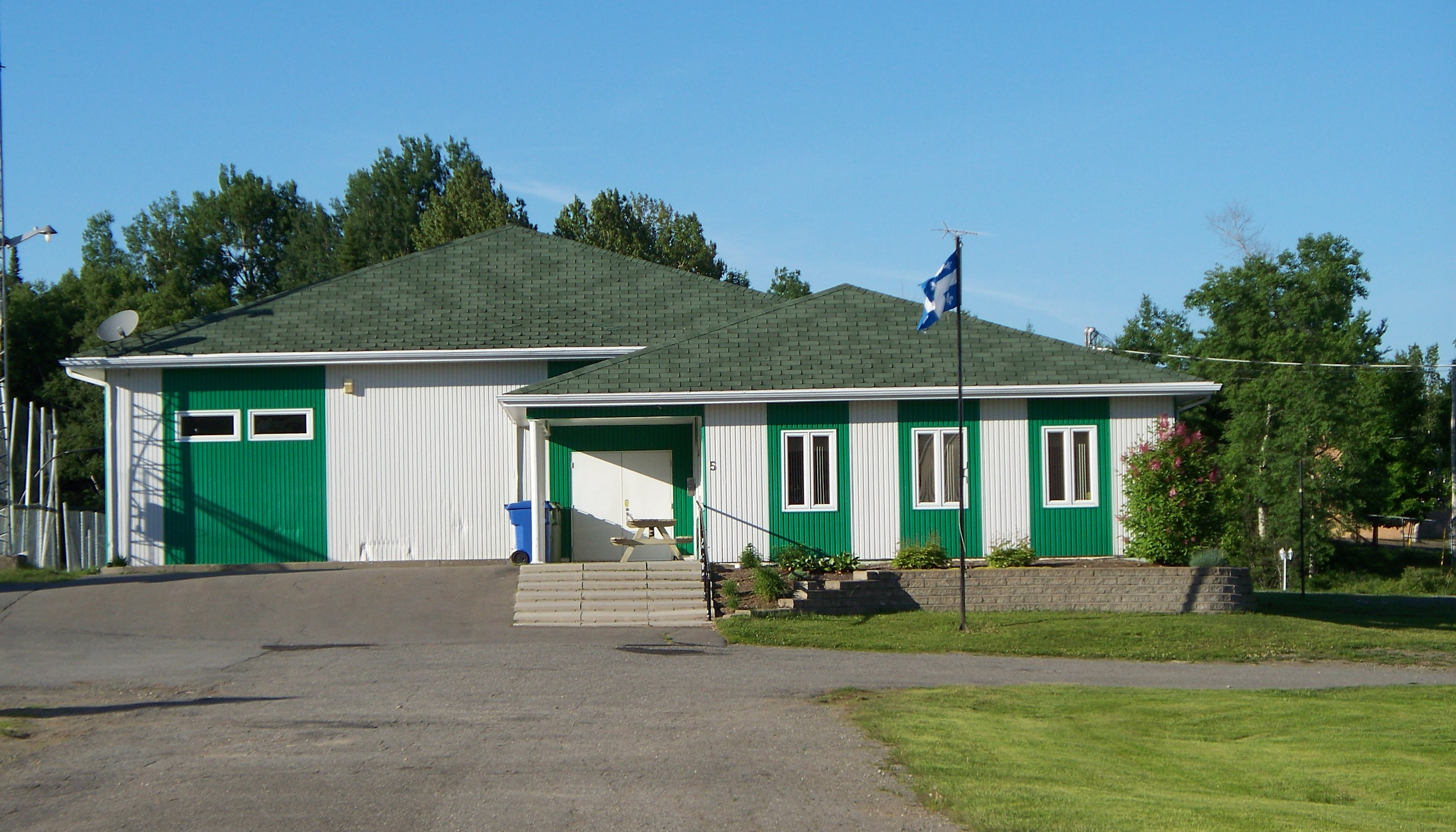
La Salle et le bureau municipal de Sainte-Félicité de L'Islet en 2012. Construit en 1995, l'édifice fut le lieu de rassemblement de la jeunesse de la municipalité pendant de nombreuses années.

Cependant, sur une note moins heureuse, la communauté de Sainte-Félicité de L'Islet vit l'une de ses principales tragédies, lorsque par une chaude journée de septembre 1991, quatre citoyens, dont trois adolescents, périssent dans un accident causé par l'électricité, au centre du village. Ce triste événement marque la conscience collective et bouleverse profondément la population de la municipalité.
En 1995, lors des célébrations des 50 ans du village, on transforme l'ancienne chapelle, qui servait de lieu de culte pour les colons avant la construction de l'église, en une salle de loisir et un bureau municipal. Par la même occasion, la municipalité fait construire, avec l'aide du gouvernement provincial, une habitation à logements sociaux, permettant ainsi d'aider une partie de la population à faible revenu.

### Les années 2000 et 2010

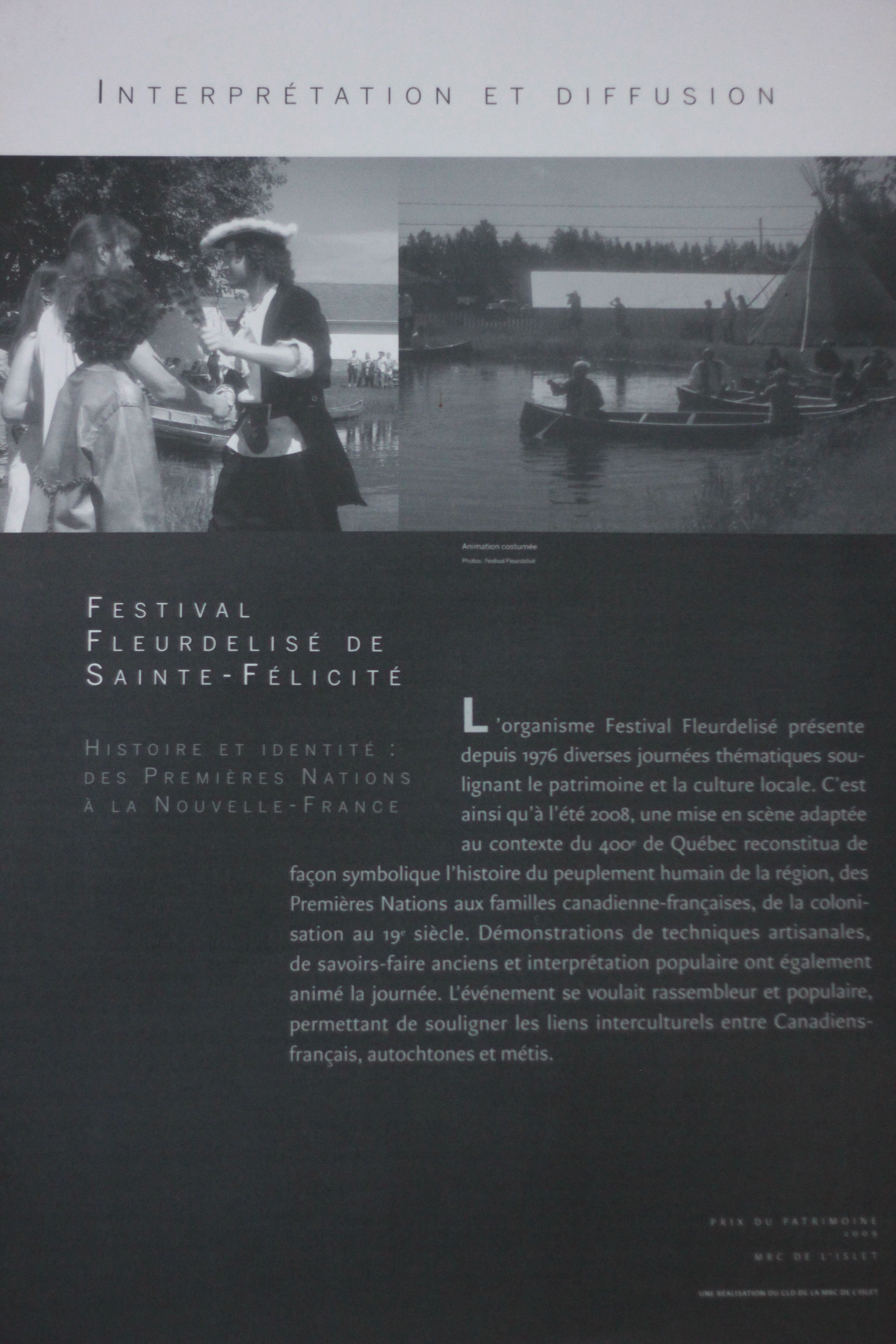
Le Prix du Patrimoine de la MRC de L.

Au cours des années 2000, le presbytère de la paroisse, alors devenu vacant, est transformé avec l'aide du gouvernement provincial en résidence pour aînés. Vu la proximité des résidences avec le Lac du Curé, ces dernières prennent alors le nom de Havre du Lac. Ce projet est initié par des propriétaires, mesdames Linda et Florice Bois, toutes deux natives de la municipalité. Les résidences Le Havre du lac  en mettant en avant l’approche de milieu de vie dans un contexte de résidence familiale, permettent aux personnes en fin de vie de pouvoir terminer leurs jours dans la quiétude de leur village natal. Durant cette même période, l'exode de la jeunesse rurale et le vieillissement de la population se font davantage sentir au sein de la municipalité. La menace de fermeture de l'école primaire pousse un groupe de citoyens à monter aux barricades pour empêcher la décision de la commission scolaire de s'appliquer et ils réussissent à faire reculer les autorités. Cette bataille amène la population à sérieusement réfléchir sur l'avenir de son village, né du labeur des ancêtres et qui se trouve comme bien d'autres, menacé de disparition. La population de Sainte-Félicité de L'Islet décline lentement depuis 1961, moment où elle était évaluée à 811 âmes. Sur ce constat, à l’été 2007, un jeune étudiant du nom de Samuel Saint-Pierre, désireux de préserver une partie du patrimoine et dans une optique similaire au cinéaste québécois Pierre Perrault, réalise un document audiovisuel, qui archive une partie de l'histoire et de la culture de son village. Une copie de ce document est par ailleurs préservée dans les archives du bureau de la municipalité.
En 2008, dans le cadre des festivités du 400e anniversaire de la fondation de la ville de Québec, le Festival Fleurdelisé organise une mise en scène théâtrale qui reconstitue de façon symbolique l'acte de fondation de la capitale du Québec par Samuel de Champlain et sa rencontre avec les premières nations. Pour l'occasion, des membres de la nation amérindienne des Micmacs en provenance de la Gaspésie, d'autres de la nation Malécite ainsi que des comédiens et des figurants, recréent par l'entremise de tipis, de wigwams et de tentes, un village amérindien et un campement de coureurs des bois, sur le pourtour du lac du Curé. Par cet événement, l'année suivante en 2009, le Festival Fleudelisé se voit décerner le Prix du Patrimoine de la MRC de L'Islet. Ce prix permet au festival de Sainte-Félicité de L'Islet d'avoir une visibilité culturelle et touristique au Musée de la mémoire vivante de Saint-Jean-Port-Joli, lors de l'exposition des récipiendaires des Prix du Patrimoine de la MRC de L'Islet, organisé par le Centre Local de Développement du 21 mai au 21 juin 2009.
En 2016, à la suite d'une formation en cinéma à l'Université de Montréal, Samuel Saint-Pierre crée une seconde œuvre à partir de l'histoire et de la culture de Sainte-Félicité de L'Islet. Intitulé Mémoire Boréale, ce film expérimental est un hommage à la relation entre l'auteur et la mémoire collective de son village natal. Ce court métrage documentaire et expérimental explore le concept de la résurgence mémorielle, une idée d'émotion selon laquelle l'image d'archive façonne la mémoire et les souvenirs chez ceux et celles qui la regardent. L'idée du film repose sur une trouvaille que le jeune cinéaste a faite en 2015, lorsqu'il découvrit une bobine de film 16mm Kodachrome couleur datant de la décennie 1940 et dont les images avaient été tournées par nul autre que le pionnier du cinéma québécois, le cinéaste l'abbé Maurice Proulx. D'une durée de 17 min, ces images furent commandées à l'époque par le Ministère de la Colonisation, elle montrent la fondation de Sainte-Félicité de L'Islet et les fêtes entourant l'évènement. Ces images tombées dans l'oubli pendant plus de 70 ans et dont la bobine 16mm a été remise aux archives de la municipalité, furent intégrées à l’œuvre Mémoire Boréale de Samuel Saint-Pierre qui fut projetée pour la première fois en public les 24 et 25 juin 2016, dans l'église de la paroisse aménagée en salle de cinéma pour l'occasion. La projection de Mémoire Boréale s’inscrivait dans les célébrations du quarantième anniversaire du Festival Fleurdelisé.
De nos jours et depuis quelques années, plusieurs jeunes familles, pour la plupart originaires de la municipalité, reviennent prendre terre à Sainte-Félicité de L'Islet, stabilisant ainsi l'hémorragie provoquée par l'exode de la dernière décennie. Cette vague de nouvelles familles, avec un nombre croissant d'enfants, permet par ailleurs de réintroduire en 2011 un service de maternelle à l'intérieur de l'école primaire. Depuis la fin des années 2000, les autorités municipales successives, en investissant davantage dans la vitalité de la municipalité, contribuent à l'embellissement de cette dernière ce qui a pour effet de lui donner une image à la fois bucolique et pittoresque.

## Géographie

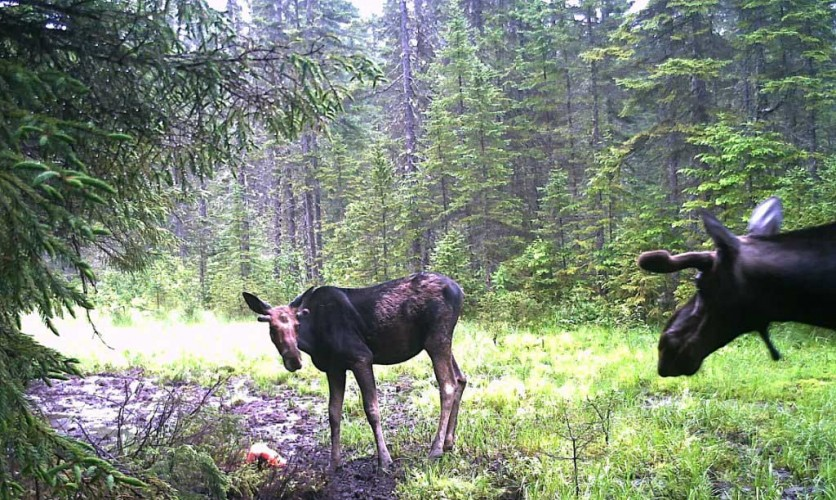
Deux orignaux au printemps sur les abords du rang Saint-Camille.

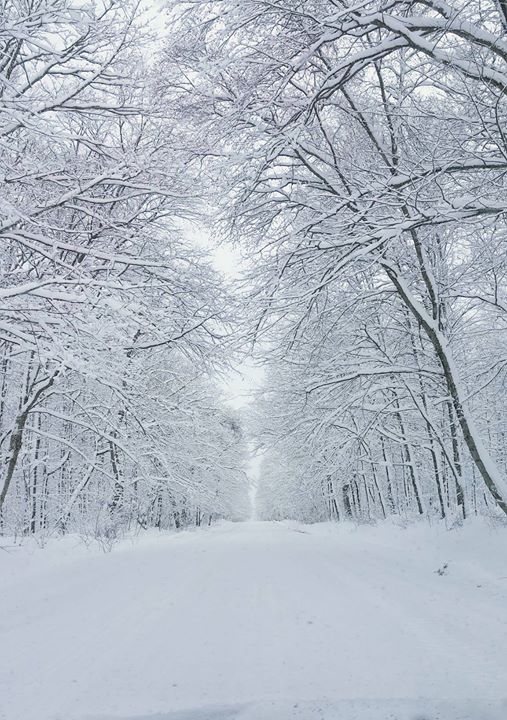
La Route de L'Église-Nord.

Sainte-Félicité de L'Islet est situé à 150 km de Québec et à 373 km de Montréal, dans la portion nord-est de la région de Chaudière-Appalaches, à la frontière sud du Bas-Saint-Laurent, dans le secteur historique de la Côte-du-Sud.

### Hydrographie
La rivière de la Savane coule du sud-ouest de la municipalité jusqu'à sa confluence avec la rivière Grand Calder qui traverse la municipalité du nord au sud jusqu'à sa confluence avec la Grande rivière Noire. Rivière à la Truite et 
la rivière Gobeil on leur crénon au sud-est et coulent vers le sud de la municipalité.

## Démographie
| 1996 | 2001 | 2006 | 2011 | 2016 | 2021 |
| ---- | ---- | ---- | ---- | ---- | ---- |
| 472  | 452  | 422  | 413  | 389  | 350  |

## Administration
Les élections municipales se font en bloc pour le maire et les six conseillers.
| Sainte-Félicité Maires depuis 2003                                                                                   |                      |         |          |
| Élection | Maire                | Qualité | Résultat |
| 2003 | Sylvain Gagnon       |         | Voir     |
| 2005 | Georges Saint-Pierre |         | Voir     |
| 2009 | Gérard Gagnon        |         | Voir     |
| 2013 | Alphé St-Pierre      |         | Voir     |
| 2017 | Alphé St-Pierre      | Voir    |          |
| 2021 | Alphé St-Pierre      | Voir    |          |
| Élection partielle en italique Depuis 2005, les élections sont simultanées dans toutes les municipalités québécoises |                      |         |          |

## Économie
Sur le plan économique, dans les parties ouest et sud-ouest du territoire, on retrouve plusieurs carrières et sablières en exploitation, cependant l'exploitation forestière demeure la principale activité des lieux, l'agriculture ayant presque disparu depuis un demi-siècle.

## Culture
Sur le plan culturel, on retrouve un paysage agro-forestier typique du haut pays situé dans le rang Taché Ouest. Tracé en 1845, ce rang, avec son école de rang et ses vieux bâtiments agricoles ainsi que sa croix de chemin élevée au début du siècle dernier sont, sur le plan historique, le plus ancien lieu de la municipalité. L'école de rang est la dernière encore authentique sur tout le territoire de la MRC de L'Islet. La croix de chemin est entourée d'une aura et d'une histoire bien particulière. De type dite mémoriale, cette croix aurait été érigée par Cyprien Pelletier, un des premiers pionniers du rang Taché Ouest. Il aurait érigé cette croix aux abords du chemin Taché à la suite de la guérison de sa femme. Il s'agissait selon les dires, d'une promesse qu'il aurait fait au « Bon Dieu », en échange que ce dernier épargne sa femme, gravement malade pendant un hiver rigoureux. Une partie des monuments pittoresques agricoles ont maintenant été détruits, mais ils se trouvaient pour la plupart dans la portion ouest du rang, nommée la Côte des Bois. Mis à part ces bâtiments anciens, on retrouve au rang Taché Ouest, un Sacré-Cœur, érigé en 1950 par Pierre Gagnon, avec l'appui financier des « gens du chemin Taché », pour commémorer l'endroit où auraient dû, au départ, être construits l'église et le village.

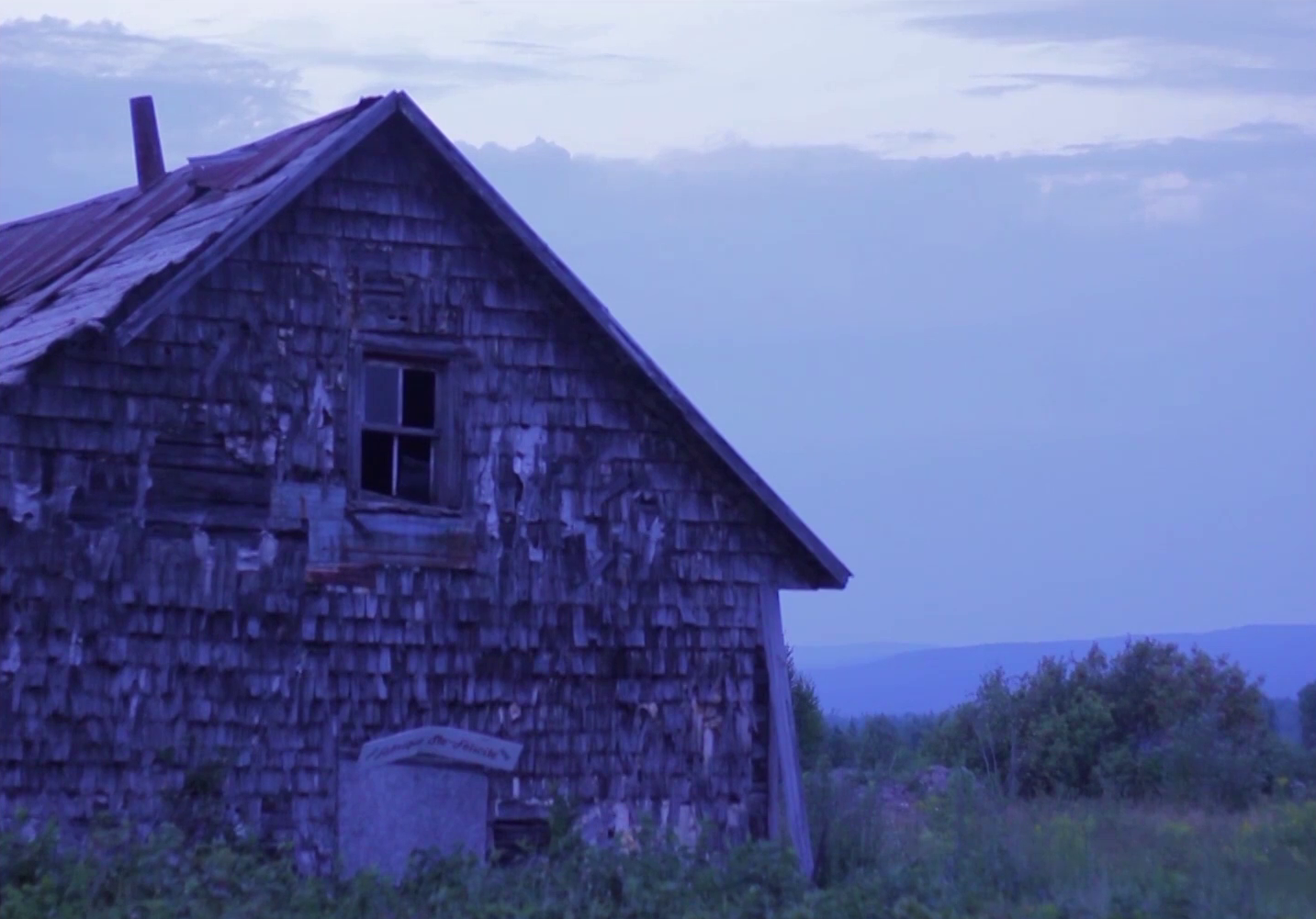
Le P'tit Canot sur la Côte des Bois au rang Taché Ouest, à l'été 2014. Image tirée du film Mémoire Boréale de Samuel St-Pierre. 2016

### LeP'tit Canotau Rang Taché ouest
Parmi les autres endroits historiques à mentionner, il y a le « P'tit Canot » qui se situe sur la Côte des Bois et qui est considéré dans la culture félicitoise comme un symbole de la musique folklorique québécoise. Comme mentionné par deux citoyens, M. Julien Gagnon et Mme Françoise Pelletier, dans un recueil de contes de la région publié en l'an 2000, le « P'tit Canot » était une « (...) maison inhabitée où les gens du canton (Garneau) se réunissaient pour s'amuser. Situé sur la côte à Dalbert (la Côte des Bois) à la limite de Sainte-Félicité, cet endroit fait partie du folklore du patelin. Ce nom fait référence aux «Belles Histoires des Pays-d'en-Haut» quand Séraphin, en voyant Jambe-de-bois et Pit Caribou arriver au village, disait à sa belle Donalda: «Y s'en vont prendre un coup avec ton beau Alexis au P'tit-Canot ». Tous les dimanches d'été, c'était soir de danse. Cette coutume a débuté vers 1943 pour se continuer jusqu'en 1954. «Le divertissement de la mariée», soirée précédant la noce, était un agréable prétexte à la fête. Il y avait aussi les «Gens des États», en visite chez les Bois, qui en profitaient pour venir lâcher leur fou à la campagne. »  S'il était considéré comme un lieu de rassemblement et de fête pour la jeunesse de l'époque, le « P'tit Canot » était tout autre aux yeux du curé fondateur Charles Dumais, qui le considérait comme une source de troubles pour les bonnes mœurs de ses paroissiens. Il ne ratait jamais une occasion en chaire, lors de son sermon du dimanche, pour rappeler à ces paroissiens que ces soirées étaient contre la morale de l'Église car « (...) À peine éclairés par la lampe à l'huile dans le coin de la pièce, les couples s'en donnaient à cœur joie ne ratant aucun set carré. (...) Pour certains taxis, c'était alors l'occasion de faire la passe. En venant conduire les jeunesses, ils en profitaient pour nous rapporter quelques grosses bières ou une couple de petits flass de bagosse achetés chez un bootlegger des alentours. ».

### Le Rang Saint-Camille
Mis à part l'aspect historique du rang Taché Ouest, on retrouve aussi Le Cimetière des Pins, situé dans le rang Saint-Camille, au sud du village. C'est un endroit de près d'un kilomètre de long et renfermant, sous une repousse de feuillus, les restes de gigantesques pins blancs abattus par un feu forestier au début du siècle dernier, et qui représentent bien la forêt à laquelle les pionniers ont dû faire face lors de la colonisation de la région au XIXe et au XXe siècle. On peut aussi remarquer plusieurs ruines de moulins à scie le long de la Rivière-Grand-Calder, qui servait de route pour des draveurs entre le rang Taché Ouest, le rang Saint-Isidore (aujourd'hui la route 216) et le rang Saint-Camille. Par ailleurs, dans la portion est du rang Saint-Camille, se trouve La Maison de la Colonisation, qui est une habitation de type colonial du milieu du XXe siècle. Elle ne fut jamais habitée, construite uniquement à l’époque pour répondre aux exigences du Ministère de la Colonisation pour qu'un colon puisse acquérir une terre forestière. De plus, tout près de cette habitation, se trouve un fuste (camp en bois rond), pièce sur pièce, identique aux premières habitations des pionniers.

### LeLac du Curéet le Parc faunique de laForêt de Blanche-Neige

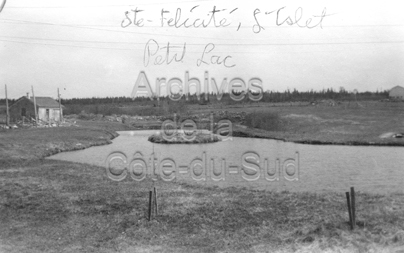
Le Lac du Curé vers 1960. Archive photographique de la Société historique de la Côte-du-Sud.

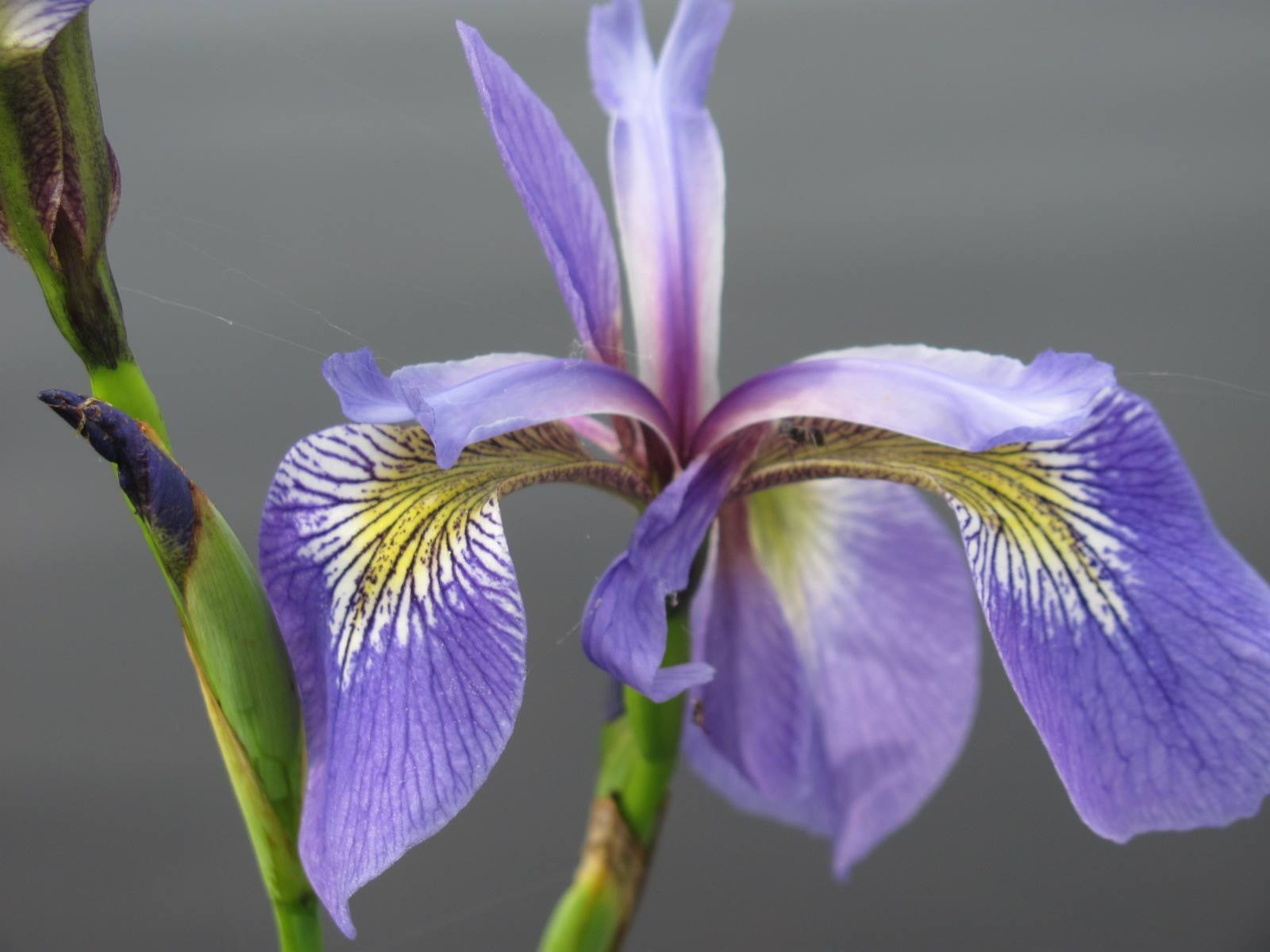
Une iris versicolore, sur les berges du Lac du Curé, à l'été 2015.

Au centre du village, le parc du Lac du Curé, rénové en 2008, est l'espace de villégiature de la municipalité, et qui abrite deux œuvres du sculpteur Clermont Gagnon. L'une, intitulée Frisson a été érigée en 2010 en l'honneur de Joseph Pelletier, communément appelé « Joe » et qui fut un des grands « violoneux » de l'histoire de Sainte-Félicité. La seconde érigée en 2016 et intitulée Vent d'Espoir, rend hommage à l'enfance et à la jeunesse de la municipalité. Le Lac du Curé fut aménagé définitivement après l'incendie de la vieille église en 1949. Construit pour être le réservoir d'eau du village, il a été nommé ainsi en l'honneur du curé-fondateur Charles Dumais.
Au mois de juin de chaque année, l'iris versicolore, emblème floral du Québec et de la municipalité, fait son apparition sur les berges de ce lac. La Forêt de Blanche-Neige, qui est située derrière l'église et le parc du Lac du Curé, est une réserve écologique où se trouvent un sentier pédestre et des jeux d'hébertisme. Initié par le regroupement scout durant les années 1980 et laissé à l'abandon par la suite, ce parc forestier a été reconstruit à l'été 2007.

### Le Festival Fleurdelisé

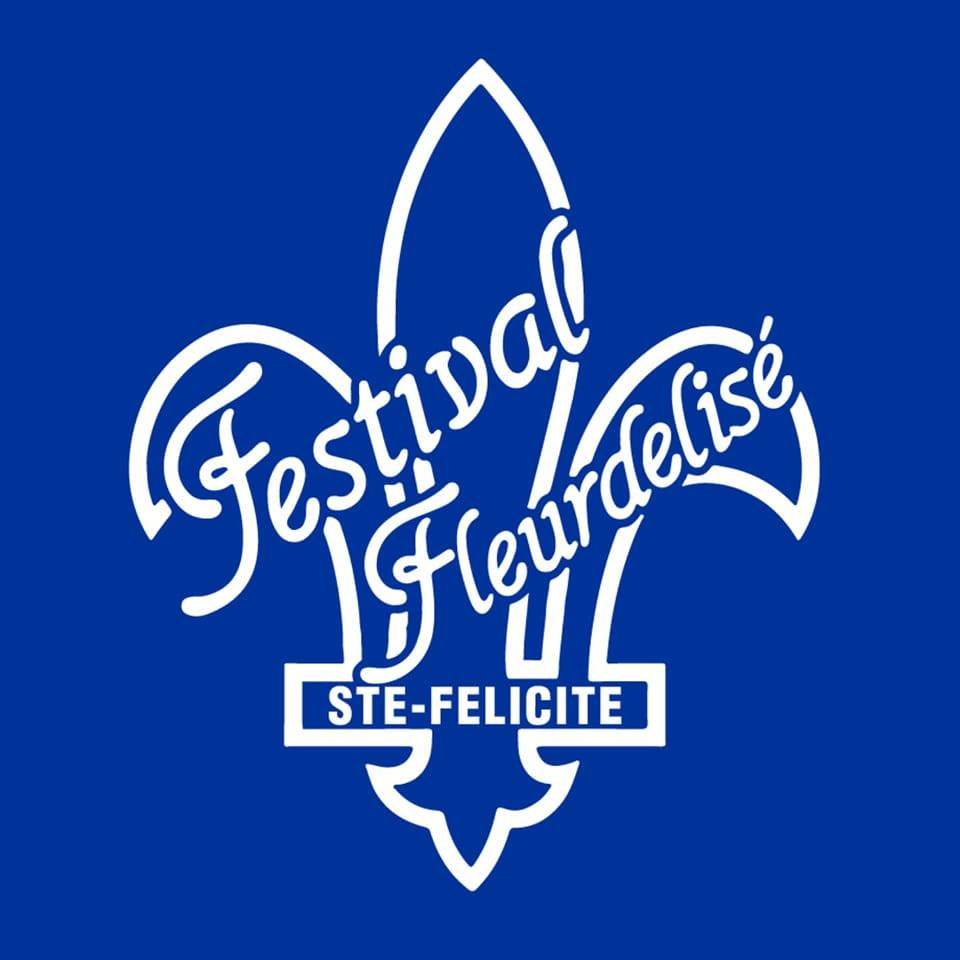
Logo du Festival Fleurdelisé, créé en 1990.

Annuellement, pour la Fête nationale du Québec, on célèbre le Festival Fleurdelisé de Sainte-Félicité aux environs du 23 au 26 juin. Par l'entremise d'activités familiales et de spectacles, il valorise la culture, l'histoire et le patriotisme québécois. Initialement, les fêtes entourant la Saint-Jean-Baptiste, étaient célébrées sous forme de bazars par le curé-fondateur Charles Dumais et ce, dès l'érection de la paroisse en 1945. Cependant, avec l’avènement de la Révolution tranquille et la montée du nationalisme québécois durant les années 1960 et 1970, les célébrations se métamorphosent pour devenir les Fêtes du Patrimoine en 1976 et puis finalement le Festival Fleurdelisé en 1990. 

### Le Cercle des fermières
Outre le festival, le plus vieil organisme encore existant au sein de la municipalité est le Cercle des fermières. Fondé au tournant des années 1940, cet organisme se rassemble encore de nos jours à la salle paroissiale, pour échanger sur les techniques de tissage et de tricot ainsi que sur la cuisine traditionnelle. Aujourd'hui encore, le Cercle des fermières organise son traditionnel brunch durant les festivités du Festival Fleurdelisé par lequel on peut découvrir une multitude de plats ancestraux et locaux. Les plats ou ingrédients les plus typiques sont le « Chiard » et les « Herbes-salées », le premier consistant en une chaudrée de pommes de terre et de lard salé et le second un condiment de cuisson, utilisé par ailleurs dans le « Chiard » et les soupes, et qui consiste en un mélange de légumes et de fines herbes bouillis dans le sel, une recette liée culturellement à la région du Bas-Saint-Laurent.

### Le chemin de Saint-Rémi
Depuis 2015, un parcours de pèlerinage nommé Le Chemin de Saint-Rémi , perçu par Radio-Canada comme une version québécoise de Saint-Jacques-de-Compostelle en Europe, est officialisé dans l'est du Québec, reliant l'Estrie à la Gaspésie et passant par Sainte-Félicité de L'Islet. Outre l'esprit initiatique, ce parcours est aussi dans une optique de revitalisation des villages du haut pays appalachiens, souvent délaissés sur le plan économique et touristique au profit des villes et villages bordant le littoral du Fleuve Saint-Laurent. Par le biais d'investissements massifs dans ce projet, la municipalité a transformé une partie de sa salle municipale en auberge temporaire, et a revitalisé une partie de ses attraits touristiques et historiques, en créant notamment un belvédère au sommet de la Côte des Bois. Cela a permis ainsi à Sainte-Félicité de L'Islet de devenir un pivot majeur pour la partie du trajet situé dans le secteur de la "Côte-du-sud" et qui mène les marcheurs aux portes du Bas-Saint-Laurent.

## Galerie d'images

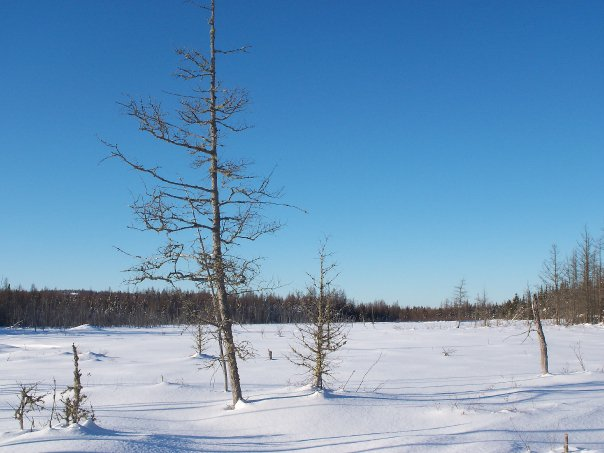
« La Savane », dans la vallée du « Cona-Brook »  en hiver 2010.
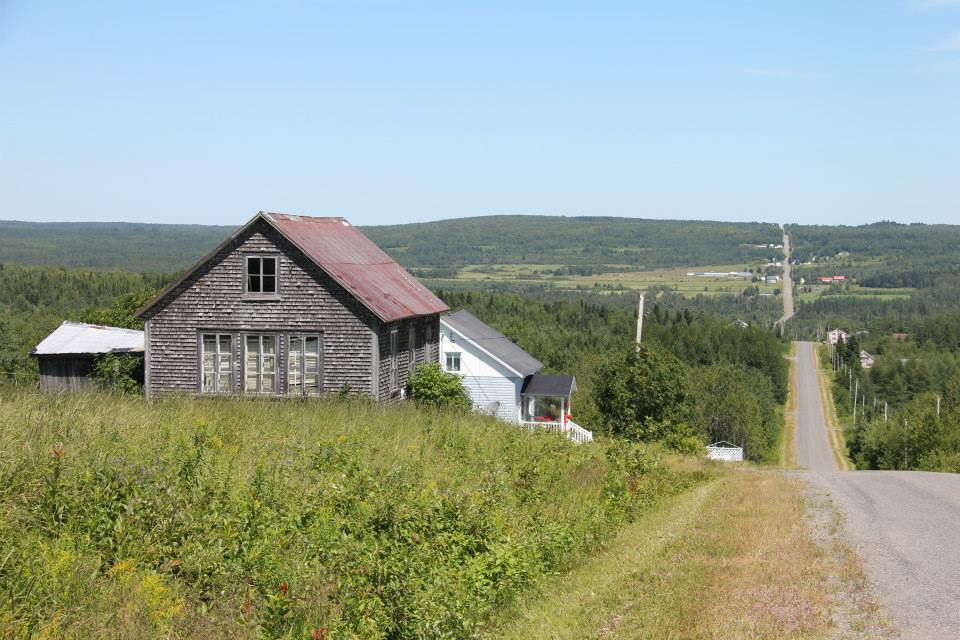
Le rang Taché Ouest vu de la Côte des Bois en été. En avant-plan, la dernière école de rang encore authentique de la MRC de L'Islet en 2013.
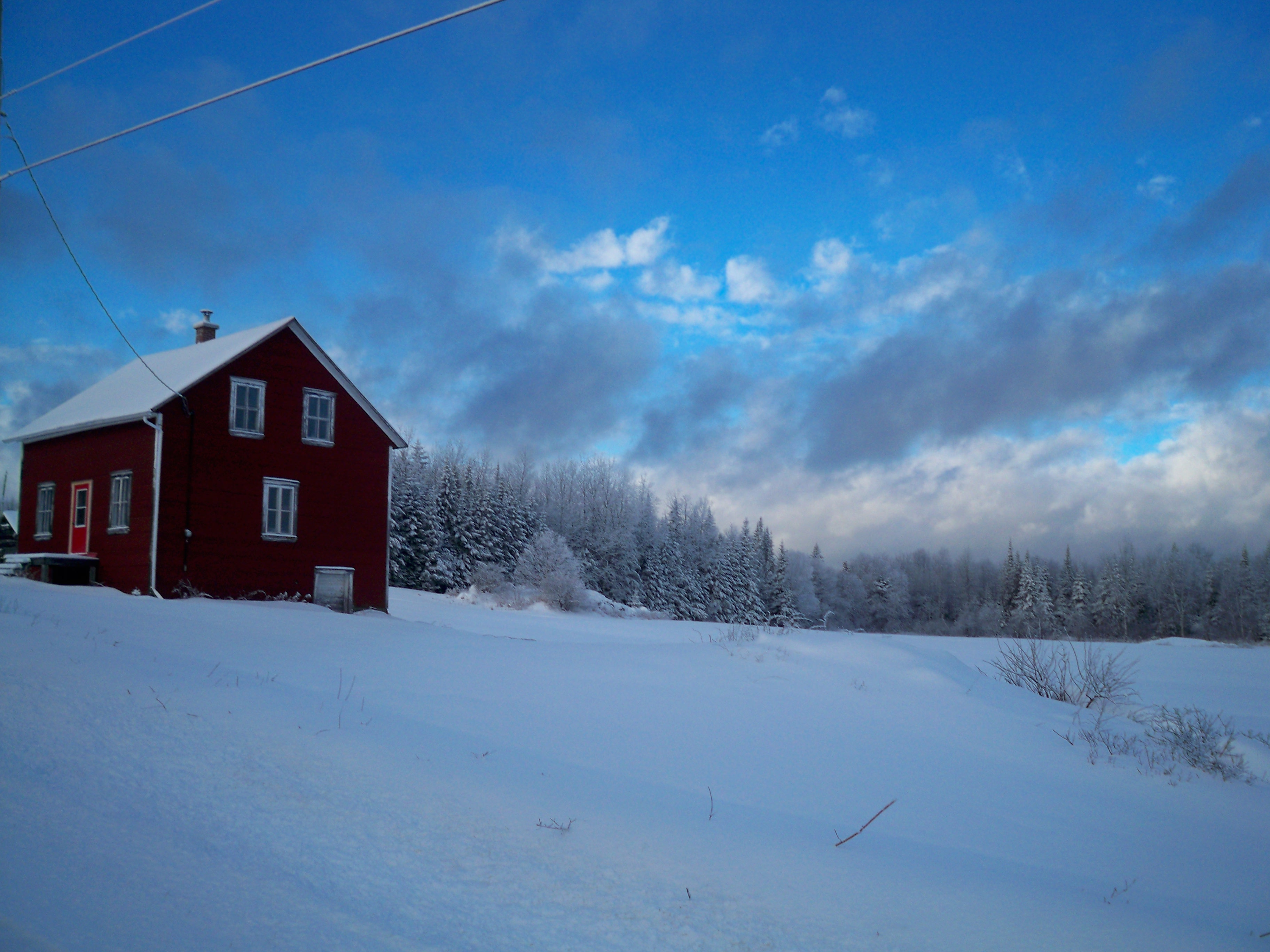
La Maison de la Colonisation au rang Saint-Camille en hiver. 2012.
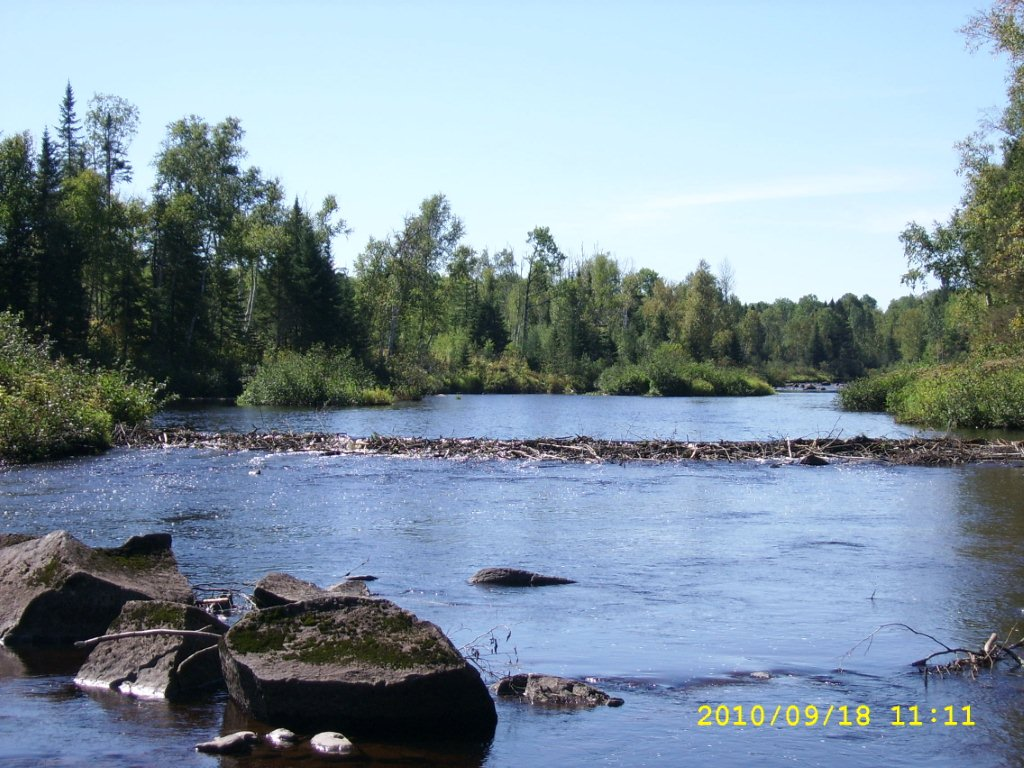
Barrage fabriqué par des castors sur la Grande-Rivière-Noire en été 2010.
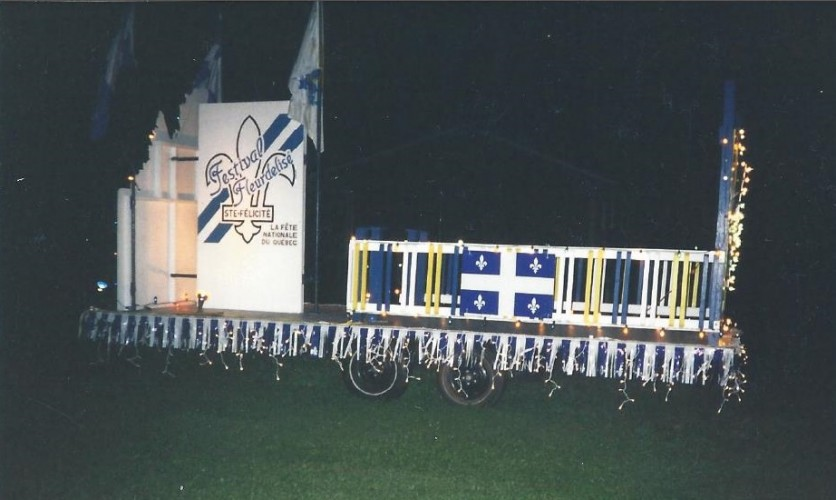
Le char allégorique du Festival Fleurdelisé en 2001.
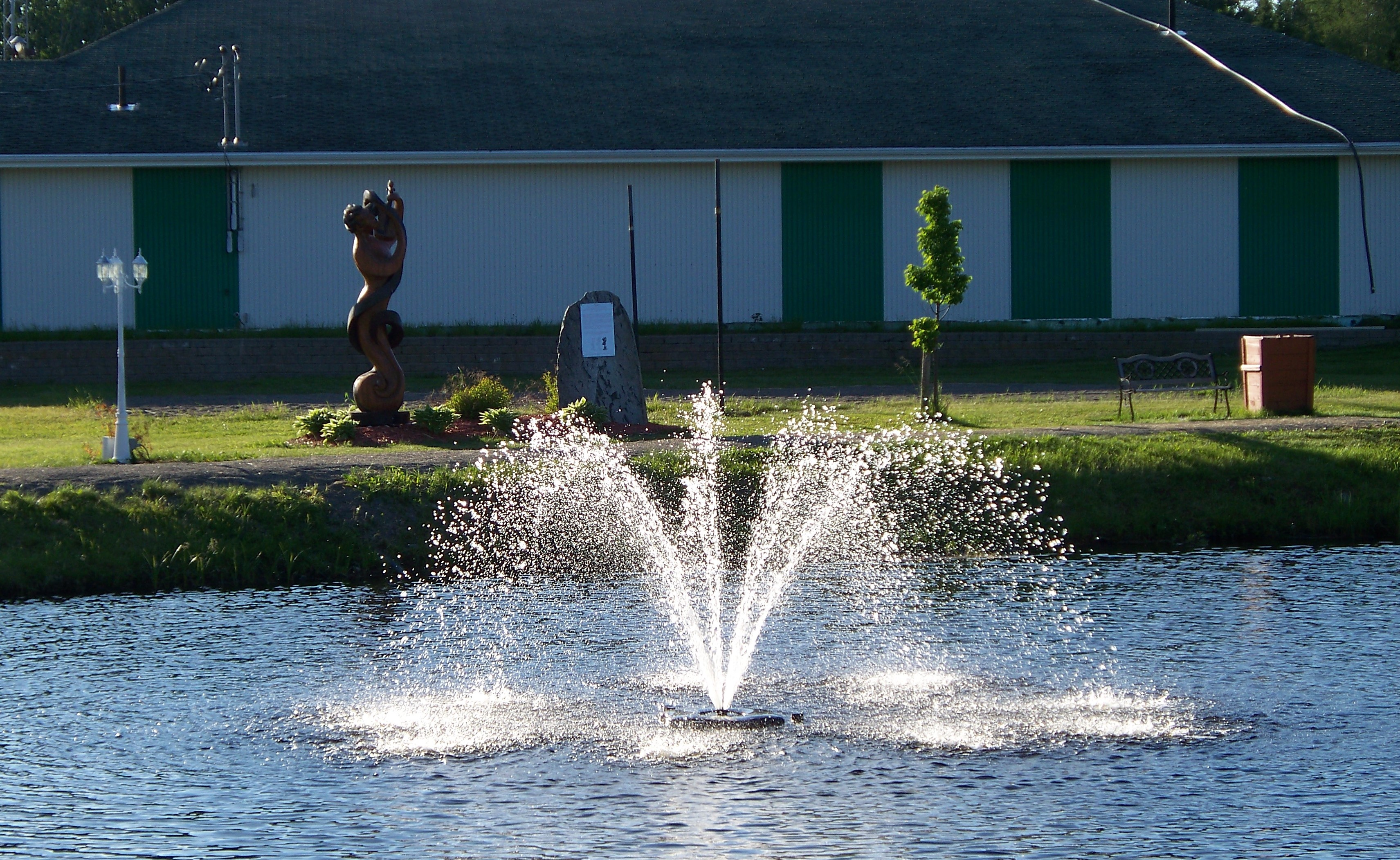
L'œuvre de Clermont Gagnon érigée en l'honneur de Joseph Pelletier, sur les berges du Lac du Curé.  2012.
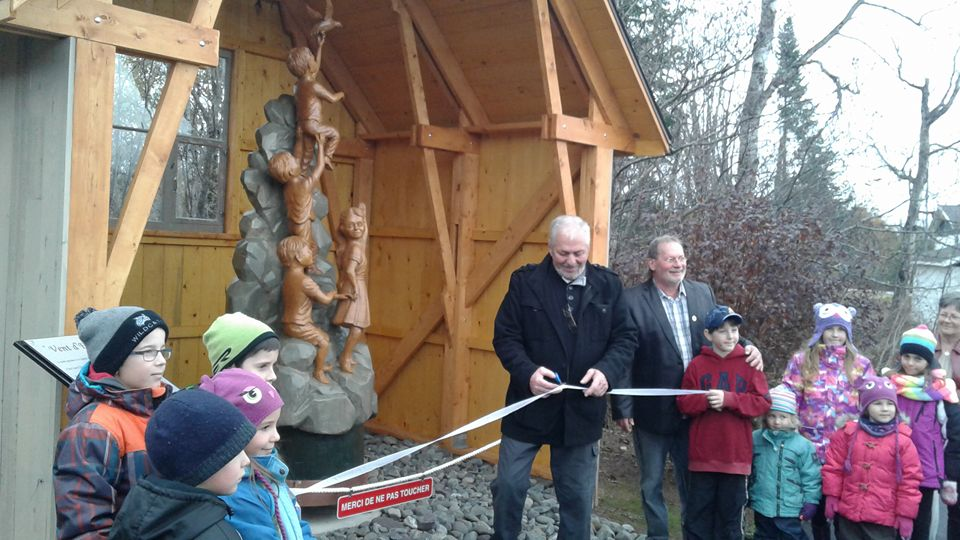
Inauguration de l’œuvre Vent d'Espoir de Clermont Gagnon en novembre 2016.
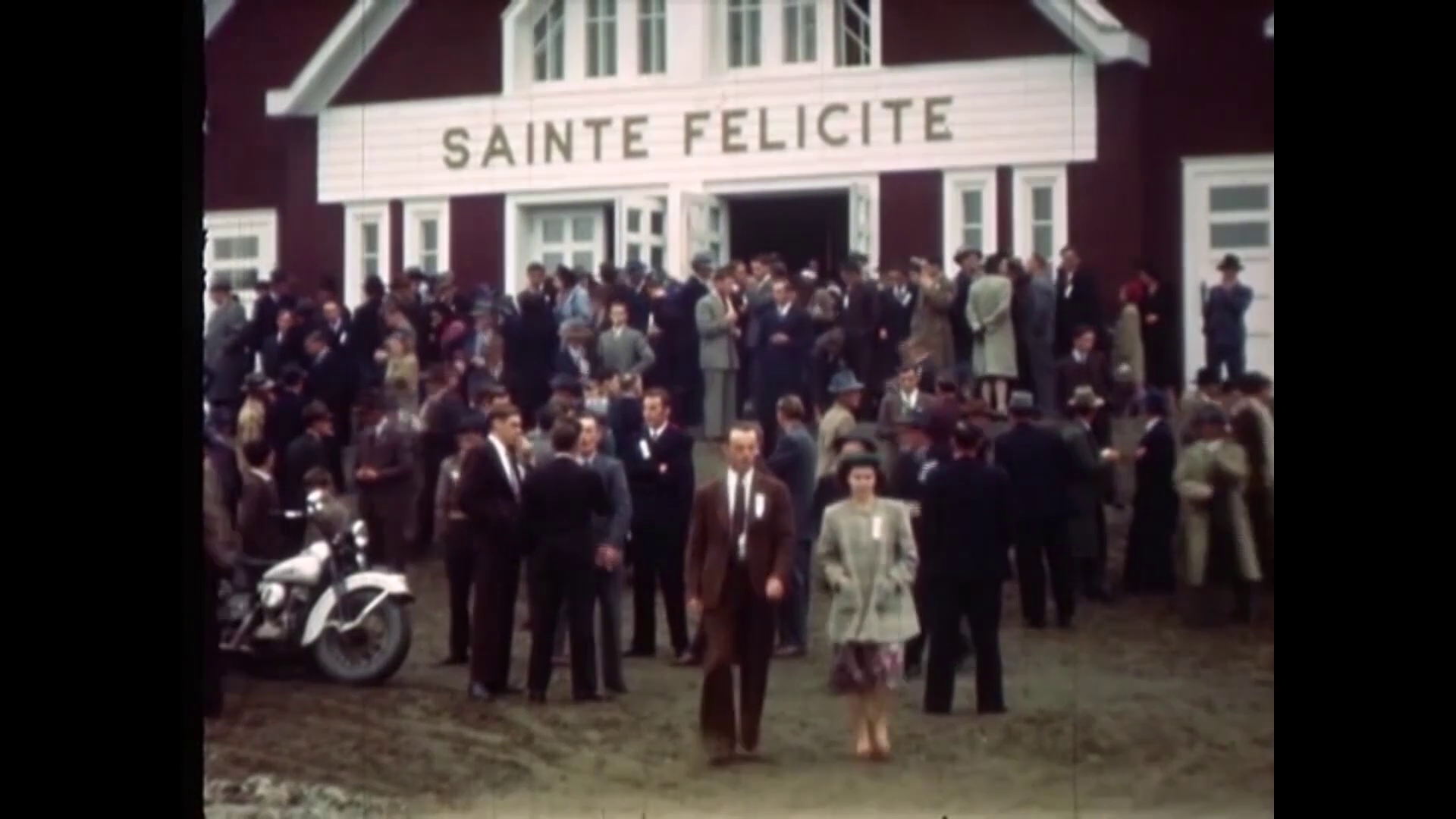
Messe d'inauguration de l'église et de la paroisse de Sainte-Félicité de L'Islet. Image tirée du film Mémoire Boréale de Samuel St-Pierre.
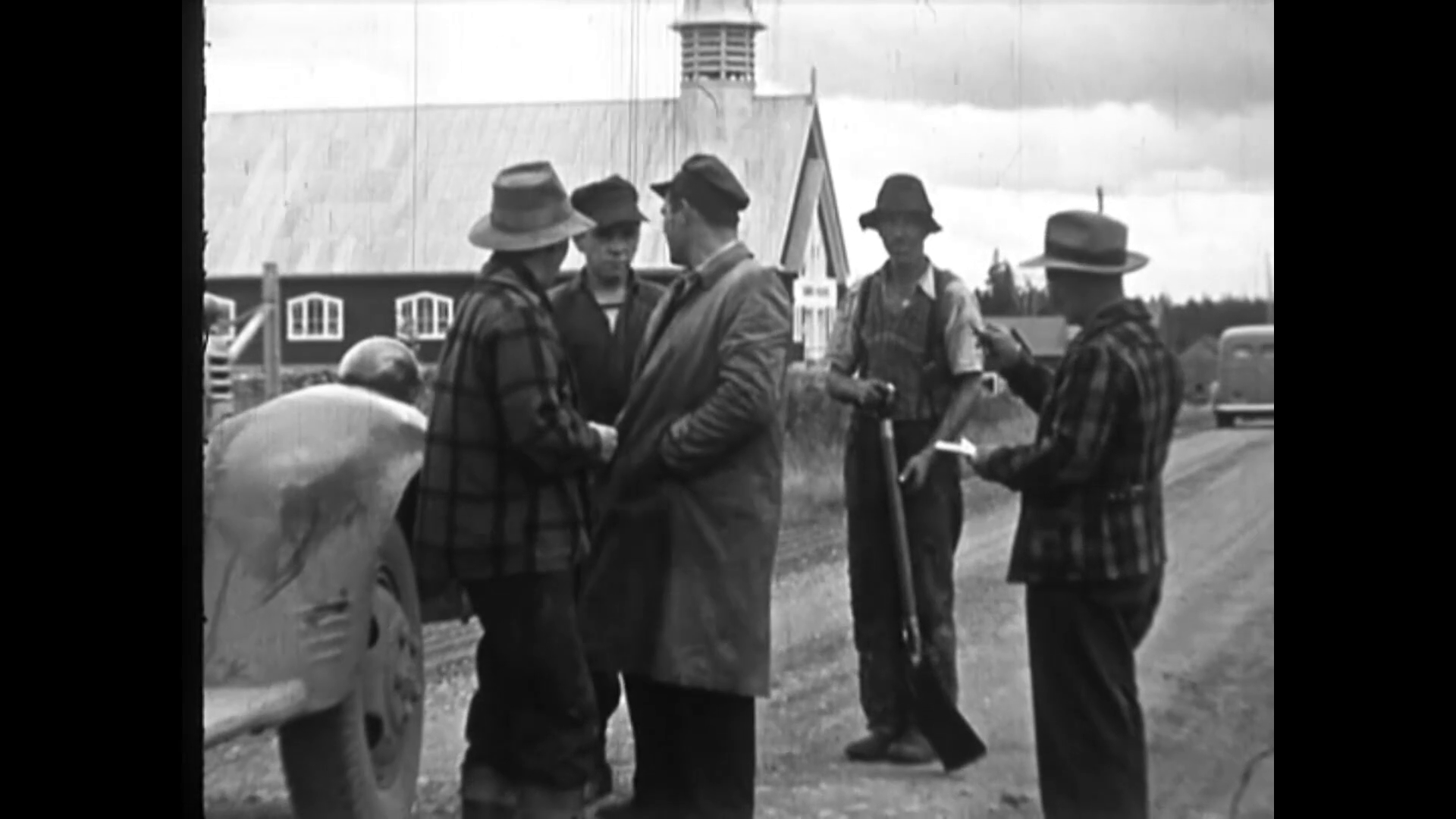
Des travailleurs durant l'ouverture de la Route de l'Église. Image tirée du film Mémoire Boréale de Samuel St-Pierre